# مرکور اشپیل-آرنا
مرکور اشپیل-آرنا (به آلمانی: Merkur Spiel-Arena) ورزشگاهی در شهر دوسلدورف کشور آلمان است.
بازی‌های خانگی باشگاه فوتبال فورتونا دوسلدورف در این ورزشگاه برگزار می‌شود.